# Tałgar
Tałgar (kaz. Талғар), miasto w Kazachstanie w obwodzie ałmackim. Według danych na rok 2021 miasto zamieszkiwały 63 883 osoby.